# Johannes Hartmann (Universalgelehrter)

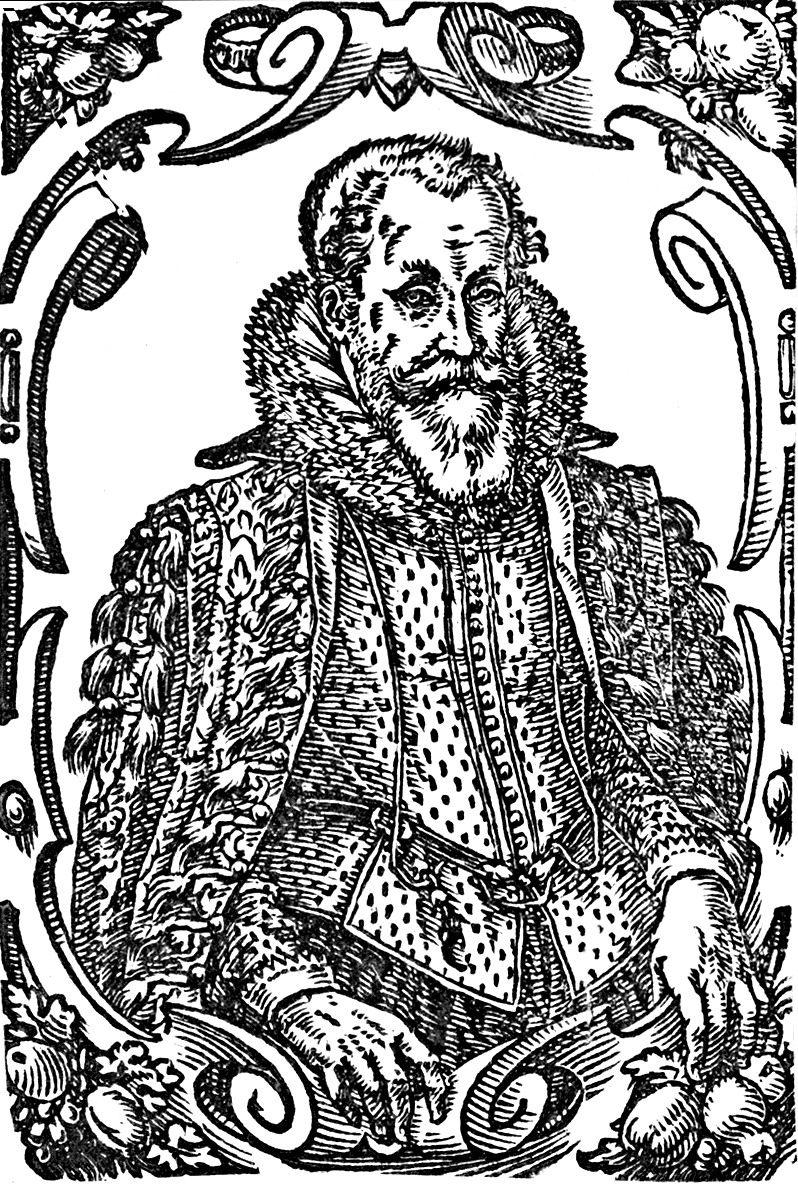
Johannes Hartmann

Johannes Hartmann, auch Johann Hartmann und latinisiert Johannes Hartmannus genannt, (* 15. Januar 1568 in Amberg; † 12. Dezember 1631 in Kassel) war ein Universalgelehrter, Chemiker, Mediziner und Rektor an der Universität Marburg. Er war ein früher Vertreter der Chemiatrie und der erste deutsche Chemieprofessor.

## Leben
Johannes Hartmann wurde 1568 als Sohn eines Webers in Amberg geboren und wurde zunächst Buchbinder. Wegen seiner hervorragenden Begabung wurde er vom Rektor der Amberger Stadtschule gefördert und konnte mit Unterstützung des Stadtrats von Amberg die Universitäten Altdorf, Wittenberg und Jena besuchen, wo er hauptsächlich Mathematik studierte. In Wittenberg lernte er den späteren Geographen, Kartographen und Historiker Wilhelm Dilich kennen, dessen Familie Verbindungen zum hessischen Fürstenhaus hatte und ihm 1591 eine Stelle als Hofmathematiker (Astrologe) in Kassel vermittelte. 1592 wurde er Professor für Mathematik an der Universität Marburg als Nachfolger des 1591 verstorbenen Mathematikprofessors Victorinus Schönfeldt und insbesondere auf Verwendung von Landgraf Wilhelm. Dabei waren Kenntnisse in Geometrie, Astronomie und Landvermessung gefragt (Letzteres gab den Ausschlag gegen eine Berufung des Hofmathematikers Christoph Rothmann). Er beriet aber auch weiter den Landgrafen und war 1598/99 im Kassel, um in dessen Auftrag an der Herausgabe eines astronomischen Werkes mitzuwirken. In dieser Zeit unterrichtete er auch an der Hofschule (Collegium Mauritianum) und vertiefte in Kontakt mit den Leibärzten Hermann Wolff und Jacob Mosanus und im gut ausgestatteten Labor des Landgrafen seine Kenntnisse in Chemie und Medizin. 1599 kehrte er nach Marburg zurück und begann das Studium alchemistischer und medizinischer Texte, besonders von Paracelsus-Schülern (wie der Franzose Joseph Duchesne (Quercetanus)) und von Basilius Valentinus, mit dessen Herausgeber Johann Thölde er korrespondierte. 1603 und 1607 amtierte er als Rektor der Universität.
1609 wurde er vom Landgrafen zum Leiter des neu gegründeten Collegium Chymicum ernannt und Professor für Chymiatrie (Iatrochemie). Ein Schwerpunkt des Labors war die Herstellung von Arzneien, weshalb es auch den Zusatz Chymico-Medicum erhielt. Er war damit der erste Chemieprofessor in Deutschland und hatte auch das erste Universitätslabor für Chemie, in dem Studenten unterrichtet wurden, die aus vielen Ländern (u. a. Dänemark, Polen, England) zum Studium kamen. Es entstanden viele Dissertationen in Chymiatrie (zuerst 1610 vom späteren Leibarzt des Landgrafen Johannes Rhenanus), Hartmann selbst veröffentlichte zu Lebzeiten allerdings kaum. Er wirkte auch als Arzt und behandelte zum Beispiel den Fürsten Johann Georg von Anhalt-Dessau, zum Unwillen des hessischen Landgrafen, der eine Abwerbung vermutete (Hartmann war mit Familie dorthin gereist). 1618 war Hartmann deshalb vorübergehend in Marburg suspendiert.
1621 wechselte er als Hofarzt des Landgrafen Moritz und als Professor der Hofschule (Collegium Mauritianum) nach Kassel. Das Amt des Hofarztes war ihm schon 1608 angeboten worden. Damals hatte er aber abgelehnt, da ihm seine medizinischen Kenntnisse noch nicht ausreichend schienen. An der Universität war er zuletzt ohne Besoldung beurlaubt. Er blieb auch nach Abdankung des Landgrafen Moritz 1627 in Kassel und diente dessen Nachfolger Wilhelm.
Er wurde von Joachim Tancke 1610 als ihm „günstigen Herrn“ und guter Freund bezeichnet und war mit der Schwester von Johannes Daniel Mylius verheiratet.
Sein Laboratorium chymicum publicum an der Philipps-Universität Marburg wurde am 10. Juli 2015 von der GDCh mit Festvorträgen und einer Gedenktafel als »Historische Stätte der Chemie« gefeiert.

## Schriften
- Iohannis Hartmanni, medicinae doctoris et quondam chymiatriae in Academia Marpurgensi professoris celeberrimi, principumque Hassiae archiatri Praxis chymiatrica. Chouet, Genf 1639. Digitalisierte Ausgabe der Universitäts- und Landesbibliothek Düsseldorf (zuerst 1633).
- Opera Omnia Medico Chymico. 1664.